# ارگاسم جهانی
ارگاسم جهانی (به انگلیسی: Global Orgasm) نام جنبشی بود که قرار بود در ۲۲ دسامبر سال ۲۰۰۶ میلادی همزمان با پایان انقلابین برگزار شود. طراحان اصلی این حرکت، زوج نویسنده و کنشگر، دونا شیهن و پاول رفل بودند. ایده اصلی این بود که شرکت‌کنندگان در این حرکت از سراسر جهان می‌بایست در این روز به خصوص درحالی که به صلح فکر می‌کردند خود را به اوج لذت جنسی می‌رساندند. مجریان این حرکت باور داشتند که چنین حرکتی اثر مثبت گسترده‌ای بر روی انسان‌ها خواهد داشت.
دومین حرکت ارگاسم جهانی نیز در ۲۲ دسامبر سال ۲۰۰۷ میلادی در ساعت ۶:۰۸ به وقت ساعت هماهنگ جهانی تعیین شد.